# Grammy Award for Best Country Solo Performance
Der Grammy Award for Best Country Solo Performance („Grammy-Award für die beste Country-Solodarbietung“) ist ein Musikpreis, der seit 2012 bei den jährlich stattfindenden Grammy Awards verliehen wird. Der Preis wird an Künstler für Solo-Darbietungen, eingeschlossen Gesangsdarbietungen oder Instrumentaldarbietungen aus dem Bereich der Country-Musik vergeben. Dabei ist der Preis auf einzelne Tracks oder Singles begrenzt.
Zum Grammy Award for Best Pop Solo Performance wurden die bis 2011 verliehenen Grammys für Best Female Country Vocal Performance, Best Male Country Vocal Performance und der Best Country Instrumental Performance zusammengelegt, da die NARAS die Anzahl der Kategorien deutlich reduzieren sowie teilweise die Trennung von Gesangs- und Instrumentaldarbietungen in den Kategorien abschaffen wollte.
Der Preis wurde bislang nur an amerikanische Künstler vergeben, die häufigsten Nominierungen ohne Preis gingen an den Sänger Blake Shelton, der insgesamt dreimal nominiert wurde.

## Gewinner und nominierte Künstler
| Jahr                  | Künstler / Band  | Nationalität       | Werk                      | Weitere nominierte Künstler | Bilder der Künstler    |
| --------------------- | ---------------- | ------------------ | ------------------------- | --- | ---------------------- |
| 2012 12. Februar 2012 | Taylor Swift     | Vereinigte Staaten | Mean                      | - Jason Aldean – Dirt Road Anthem - Martina McBride – I’m Gonna Love You Through It - Blake Shelton – Honey Bee - Carrie Underwood – Mama’s Song    | Taylor Swift, 2011     |
| 2013 10. Februar 2013 | Carrie Underwood | Vereinigte Staaten | Blown Away                | - Dierks Bentley – Home - Eric Church – Springsteen - Ronnie Dunn – Cost of Livin’ - Hunter Hayes – Wanted - Blake Shelton – Over                   | Carrie Underwood, 2011 |
| 2014 26. Januar 2014  | Darius Rucker    | Vereinigte Staaten | Wagon Wheel               | - Lee Brice – I Drive Your Truck - Hunter Hayes – I Want Crazy - Miranda Lambert – Mama’s Broken Heart - Blake Shelton – Mine Would Be You          | Darius Rucker, 2004    |
| 2015 8. Februar 2015  | Carrie Underwood | Vereinigte Staaten | Something in the Water    | - Eric Church – Give Me Back My Hometown - Hunter Hayes – Invisible - Miranda Lambert – Automatic - Keith Urban – Cop Car                           | Carrie Underwood, 2011 |
| 2016 15. Februar 2016 | Chris Stapleton  | Vereinigte Staaten | Traveller                 | - Cam – Burning House - Carrie Underwood – Little Toy Guns - Keith Urban – John Cougar, John Deere, John 3:16 - Lee Ann Womack – Chances Are        |                        |
| 2017 12. Februar 2017 | Maren Morris     | Vereinigte Staaten | My Church                 | - Brandy Clark – Love Can Go to Hell - Carrie Underwood – Church Bells - Keith Urban – Blue Ain’t Your Color - Miranda Lambert – Vice               |                        |
| 2018 28. Januar 2018  | Chris Stapleton  | Vereinigte Staaten | Either Way                | - Sam Hunt – Body Like a Back Road - Alison Krauss – Losing You - Miranda Lambert – Tin Man - Maren Morris – I Could Use a Love Song                |                        |
| 2019 10. Februar 2019 | Kacey Musgraves  | Vereinigte Staaten | Butterflies               | - Loretta Lynn – Wouldn’t It Be Great - Maren Morris – Mona Lisas and Mad Hatters - Chris Stapleton – Millionaire - Keith Urban – Parallel Line     |                        |
| 2020 26. Januar 2020  | Willie Nelson    | Vereinigte Staaten | Ride Me Back Home         | - Tyler Childers – All Your’n - Ashley McBryde – Girl Goin’ Nowhere - Blake Shelton – God’s Country - Tanya Tucker – Bring My Flowers Now           | Willie Nelson 2012     |
| 2021 14. März 2021    | Vince Gill       | Vereinigte Staaten | When My Amy Prays         | - Eric Church – Stick That in Your Country Song - Brandy Clark – Who You Thought I Was - Mickey Guyton – Black like Me - Miranda Lambert – Bluebird | Vince Gill (2019)      |
| 2022 3. April 2022    | Chris Stapleton  | Vereinigte Staaten | You Should Probably Leave | - Luke Combs – Forever After All - Mickey Guyton – Remember Her Name - Jason Isbell – All I Do Is Drive - Kacey Musgraves – Camera Roll             | Chris Stapleton 2019   |
| 2023 5. Februar 2023  | Willie Nelson    | Vereinigte Staaten | Live Forever              | - Kelsea Ballerini – Heartfirst - Zach Bryan – Something in the Orange - Miranda Lambert – In His Arms - Maren Morris – Circles Around This Town    | Willie Nelson 2012     |
| 2024 4. Februar 2024  | Chris Stapleton  | Vereinigte Staaten | White Horse               | - Tyler Childers – In Your Love - Brandy Clark – Buried - Luke Combs – Fast Car - Dolly Parton – The Last Thing on My Mind                          | Chris Stapleton 2019   |
| 2025 2. Februar 2025  | Chris Stapleton  | Vereinigte Staaten | It Takes a Woman          | - 16 Carriages von Beyoncé - I Am Not Okay von Jelly Roll - The Architect von Kacey Musgraves - A Bar Song (Tipsy) von Shaboozey                    | Chris Stapleton 2019   |

## Belege
1. ↑  Awards Category Comparison Chart. (PDF 80 kB) National Academy of Recording Arts and Sciences, S. 1, abgerufen am 4. Januar 2014 (englisch).
2. ↑  NARAL Final Nomination List 57th Grammy Awards, abgerufen am 31. Dezember 2015.